# Katie Schlukebir
Katie Schlukebir (* 29. April 1975 in Kalamazoo) ist eine ehemalige US-amerikanische Tennisspielerin.

## Karriere
Schlukebir begann im Alter von vier Jahren mit dem Tennisspielen. Nach dem Abschluss eines Psychologie-Studiums an der Stanford University 1997 wurde sie Tennisprofi.
1998 erreichte sie das Viertelfinale der US Open in der Doppelkonkurrenz. Im Jahr darauf gewann sie in Québec den einzigen WTA-Titel ihrer Karriere.

## Turniersiege

### Einzel
| Nr. | Datum             | Turnier         | Kategorie   | Belag     | Finalgegnerin    | Ergebnis |
| --- | ----------------- | --------------- | ----------- | --------- | ---------------- | -------- |
| 1.  | 25. Oktober 1997  | Puerto Vallarta | ITF $10.000 | Hartplatz | Jana Ondrouchova | 6:1, 7:6 |
| 2.  | 23. November 1997 | Caracas         | ITF $10.000 | Hartplatz | Melissa Mazzotta | 7:5, 7:5 |

### Doppel
| Nr. | Datum              | Turnier         | Kategorie    | Belag             | Partnerin          | Finalgegnerinnen                        | Ergebnis      |
| --- | ------------------ | --------------- | ------------ | ----------------- | ------------------ | --------------------------------------- | ------------- |
| 1.  | 6. Juli 1997       | Oklahoma        | ITF $10.000  | Hartplatz         | Julie Thu          | Jennifer Russell Claire Sessions-Bailey | 6:2, 6:2      |
| 2.  | 4. Oktober 1997    | Mexiko-Stadt    | ITF $10.000  | Hartplatz         | Melissa Zimpfer    | Natalie Cahana Martine Vosseberg        | 6:4, 6:2      |
| 3.  | 25. Oktober 1997   | Puerto Vallarta | ITF $10.000  | Hartplatz         | Erica Adams        | Gulberk Gultekin Clara Udofa            | 6:3, 6:4      |
| 4.  | 23. November 1997  | Caracas         | ITF $10.000  | Hartplatz         | Wendy Fix          | Rebecca Jensen Joanne Moore             | 7:6, 4:6, 7:5 |
| 5.  | 26. April 1998     | Los Angeles     | ITF $25.000  | Hartplatz         | Erika de Lone      | Kim Grant Jolene Watanabe-Giltz         | 6:4, 4:6, 6:3 |
| 6.  | 14. Februar 1999   | Rockford        | ITF $25.000  | Hartplatz (Halle) | Lilia Osterloh     | Alina Schidkowa Holly Parkinson         | 7:6, 6:2      |
| 7.  | 24. Oktober 1999   | Nashville       | ITF $25.000  | Hartplatz         | Nicole Arendt      | Shinobu Asagoe Yuka Yoshida             | 6:1, 7:6      |
| 8.  | 7. November 1999   | Québec          | WTA Tier III | Teppich (Halle)   | Amy Frazier        | Lindsay Lee Meghann Shaughnessy         | 6:2, 6:3      |
| 9.  | 24. September 2000 | Kirkland        | ITF $75.000  | Hartplatz         | Lisa McShea        | Allison Bradshaw Abigail Spears         | 3:6, 6:2, 6:3 |
| 10. | 11. Februar 2001   | Rockford        | ITF $25.000  | Hartplatz (Halle) | Kristen Schlukebir | Swetlana Kriwentschewa Olena Tatarkowa  | 7:64, 6:1     |
| 11. | 30. September 2001 | Albuquerque     | ITF $75.000  | Hartplatz         | Marissa Gould      | Lisa McShea Nana Smith                  | 6:4, 1:6, 6:4 |
| 12. | 11. November 2001  | Pittsburgh      | ITF $50.000  | Hartplatz (Halle) | Lilia Osterloh     | Karin Miller Mashona Washington         | 6:1, 6:4      |

## Abschneiden bei Grand-Slam-Turnieren

### Doppel
| Turnier         | 1992 | 1993–1997 | 1998 | 1999 | 2000 | 2001 | 2002 | Karriere |
| --------------- | ---- | --------- | ---- | ---- | ---- | ---- | ---- | -------- |
| Australian Open | —    | —         | —    | 1    | 1    | 2    | 1    | 2        |
| French Open     | —    | —         | 2    | 2    | 1    | 2    | 1    | 2        |
| Wimbledon       | —    | —         | 2    | AF   | AF   | 2    | 1    | AF       |
| US Open         | 1    | —         | VF   | 2    | 2    | 2    | 1    | VF       |

### Mixed
| Turnier         | 1999 | 2000 | 2001 | 2002 | Karriere |
| --------------- | ---- | ---- | ---- | ---- | -------- |
| Australian Open | —    | 2    | —    | —    | 2        |
| French Open     | 2    | 2    | —    | —    | 2        |
| Wimbledon       | 1    | VF   | 2    | 2    | VF       |
| US Open         | 1    | —    | 1    | 1    | 1        |